# Alexander Bergmann (Jurist)
Alexander Bergmann (* 15. Dezember 1878 in Barmen; † 16. Dezember 1965 in Frechen) war ein deutscher Jurist und Präsident des Oberlandesgerichts Köln.

## Leben
Alexander Bergmann wurde als Sohn eines Fabrikanten geboren. Er studierte Rechtswissenschaft an den Universitäten Tübingen, Marburg, Berlin und Bonn. 1899 wurde er Mitglied des Corps Suevia Tübingen.
Im Dezember 1933 – nach der Machtergreifung durch Adolf Hitler – wurde der promovierte Jurist von 1933 bis Herbst 1943 Präsident des Oberlandesgerichtes Köln. Bergmann trat zum 1. Mai 1933 der NSDAP bei (Mitgliedsnummer 2.369.405).
Er begründete ab 1926 das international verbreitete Standardwerk Internationales Ehe- und Kindschaftsrecht mit Staatsangehörigkeitsrecht (Kurzform: Der Bergmann), das heute noch als Loseblattsammlung erscheint.
Bergmann war im Jahre 1941 Teilnehmer der so genannten Schlegelberger-Konferenz, bei der hochrangige Beamte über  Tötungen im Rahmen der Aktion T4 informiert wurden, für die keinerlei gesetzliche Grundlage bestand.